# Кравцы (Широковский район)
Кравцы (укр. Кравці) — село,
Степовой сельский совет,
Широковский район,
Днепропетровская область,
Украина.
Код КОАТУУ — 1225885903. Население по переписи 2001 года составляло 86 человек .

## Географическое положение
Село Кравцы находится на расстоянии в 1,5 км от села Подыдар и в 2-х км от сёл Отрадное и Озёрное.
Вокруг села несколько ирригационных каналов.

## История
- 2003 — изменён статус с посёлок на село.